# Eigentliche Eulen
Die Familie der Eigentlichen Eulen (Strigidae) ist die größere der beiden Familien der Eulen (Strigiformes). Die zweite, kleinere Familie ist die der Schleiereulen (Tytonidae).
Bis auf die Antarktis haben Vertreter dieser Familie alle Kontinente besiedelt; sehr viele Arten sind Inselendemiten.
Im Gegensatz zu den in Größe und Aussehen recht einheitlichen Schleiereulen sind die Vertreter der Eigentlichen Eulen sehr variabel. Von den schwersten und größten Arten erreichen einige Exemplare eine Länge von über 70 Zentimetern und ein Gewicht von über 4 Kilogramm. Die kleinsten sind dagegen nur unwesentlich größer als ein Sperling (ab 14 Zentimeter) und wiegen nur rund 50 Gramm (Weibchen rund das Doppelte). Weibchen sind allgemein meist etwas schwerer, gelegentlich auch deutlich schwerer als Männchen.
König und Weick unterscheiden 24 Gattungen mit 214 Arten, von denen 56 Arten in unterschiedlichen Gefährdungsstufen der IUCN gelistet sind. Unter ihnen sind 11 Arten stark gefährdet (endangered) und 4 vom Aussterben bedroht (critically endangered). In prähistorischer und historischer Zeit starben mindestens 8 Arten aus. Alle waren Inselendemiten.

## Aussehen
Das Gefieder ist sehr reich. Die einzelnen Federn sind groß, am Ende zugerundet, höchst fein gefasert, weich und biegsam. Die meisten Vertreter der Familie zeigen ein wenig kontrastreiches, eher düsteres Gefieder, das bei braunem, graubraunem und manchmal auch rötlichbraunem Grundton helle und dunkle Flecken, Bänderungen oder Sperberungen aufweist. Ein auffallender Färbungsdimorphismus besteht bei keiner Art. Die Flügel sind meist lang, breit und muldenförmig und die Außenfahnen der Handschwingen gefranst.
Die Eulen sind Vögel mit gedrungenem Körper und relativ großem Kopf, oft mit Ohrbüscheln. Der Schnabel ist kurz, kräftig, von der Wurzel an abwärts gebogen und zahnlos. Die kurze Wachshaut und der Schnabel sind häufig fast ganz von Federn verdeckt. Die Ohröffnung ist groß, meist von einem häutigen Ohrdeckel geschützt und umgeben von einem Kranz steifer Federn (Schleier), der sich häufig auf das ganze Gesicht und die Kehle ausbreitet. Bei etwa der Hälfte der Arten sind Federohren ausgebildet.
Die Augen sind auffallend groß und nach vorn gerichtet. Da die Augen starr sind, ist der Hals umso beweglicher: Er ist bis zu 270° in beide Richtungen drehbar.
Der Schwanz ist kurz und klein. Die Beine sind gewöhnlich bis zu den Krallen herab befiedert. Die Zehen sind verhältnismäßig kurz, die äußere Zehe ist eine Wendezehe. Die Klauen sind groß, lang, stark gebogen und sehr spitzig.

## Lebensraum und Lebensweise

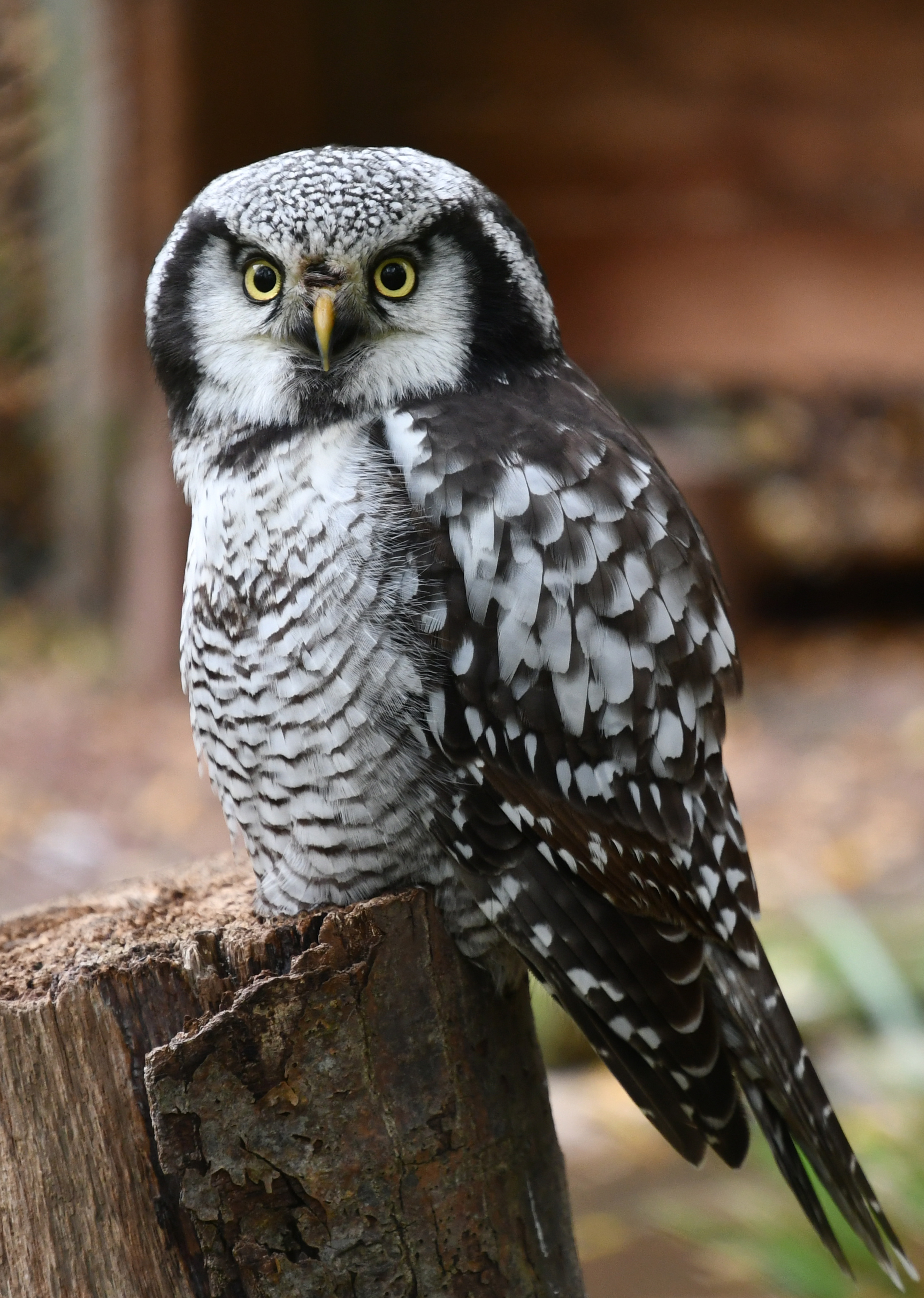
Sperbereule (Surnia ulula)

Die Eulen finden sich weit verbreitet in allen Zonen, leben meist in Wäldern, aber auch in Steppen, Wüsten und bei den Wohnstätten des Menschen; sehr viele sind Nachtraubvögel und durch ihr weiches Gefieder, den lautlosen Flug, das für kürzere Entfernungen sehr scharfe Auge und das feine Gehör dazu besonders befähigt. Gegen Tageslicht ist das Auge empfindlich, und einzelne Arten verschließen es am Tag zur Hälfte und mehr. Nur wenige Arten jagen auch am hellen Tag, jedoch keine ausschließlich am Tag.
Sie sind sehr beweglich, auf der Erde aber meist ungeschickt; der Flug ist verhältnismäßig langsam, und nur bei größeren Wanderungen erheben sie sich zu bedeutender Höhe.

## Ernährung
Das Nahrungsspektrum ist entsprechend den sehr unterschiedlichen Körpermaßen und Lebensräumen sehr vielfältig und reicht von Fluginsekten über Kleinsäuger (hauptsächlich Mäuse und Spitzmäuse), Kleinvögel, Amphibien und Fledermäuse bis zu Säugetieren von Hasengröße und entsprechend schweren Vögeln (insbesondere Hühnervögel). Sie verschlingen die Beute in großen Bissen und speien Knochen, Haare und Federn, zu Kugeln geballt (Gewölle), meist an einem bestimmten Ort wieder aus. Aas wird verschmäht. Einige Arten haben sich auch auf Fischfang spezialisiert.

## Stimme
Die Stimme ist gewöhnlich laut; einzelne kreischen, andere geben ganz eigentümliche Töne zu hören und haben dadurch und durch ihr nächtliches Wesen viel Aberglauben genährt.

## Fortpflanzung
Viele Arten sind Höhlenbrüter oder brüten in Felsnischen, in Spalten, in den Bauten von Säugetieren, auf Baumstumpen oder in alten Greifvogel- oder Krähennestern. Wenige Arten sind Bodenbrüter, wie z. B. die Sumpfohreule. Eigene Nester bauen Eulen nicht, nur bei ganz wenigen Arten sind rudimentäre Nestbauaktivitäten feststellbar. Sie legen 2 bis etwa 10 meist weiße Eier, die vielleicht von beiden Geschlechtern bebrütet werden. Die Jungen sitzen lange im Nest und werden ausdauernd gepflegt und vehement verteidigt.

## Gattungen und ausgewählte Arten
Diese Darstellung folgt König und Weick mit der Unterfamilieneinteilung durch Winkler und Kollegen und Ergänzungen aus der IOC World Bird List.
- Unterfamilie Ieraglaucinae

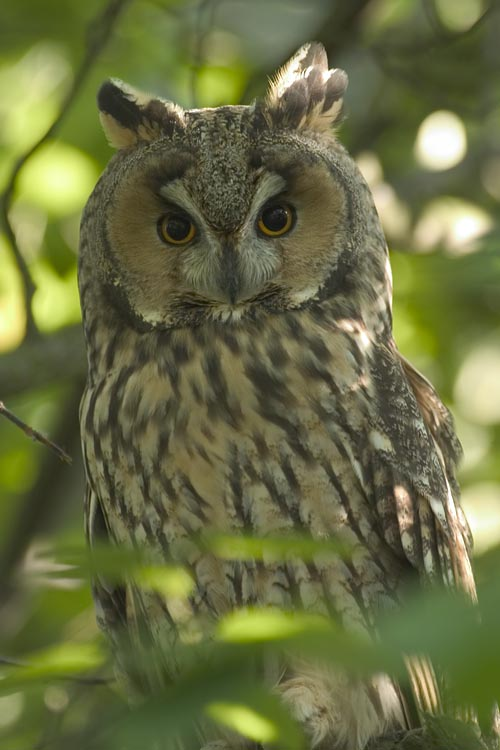
Waldohreule

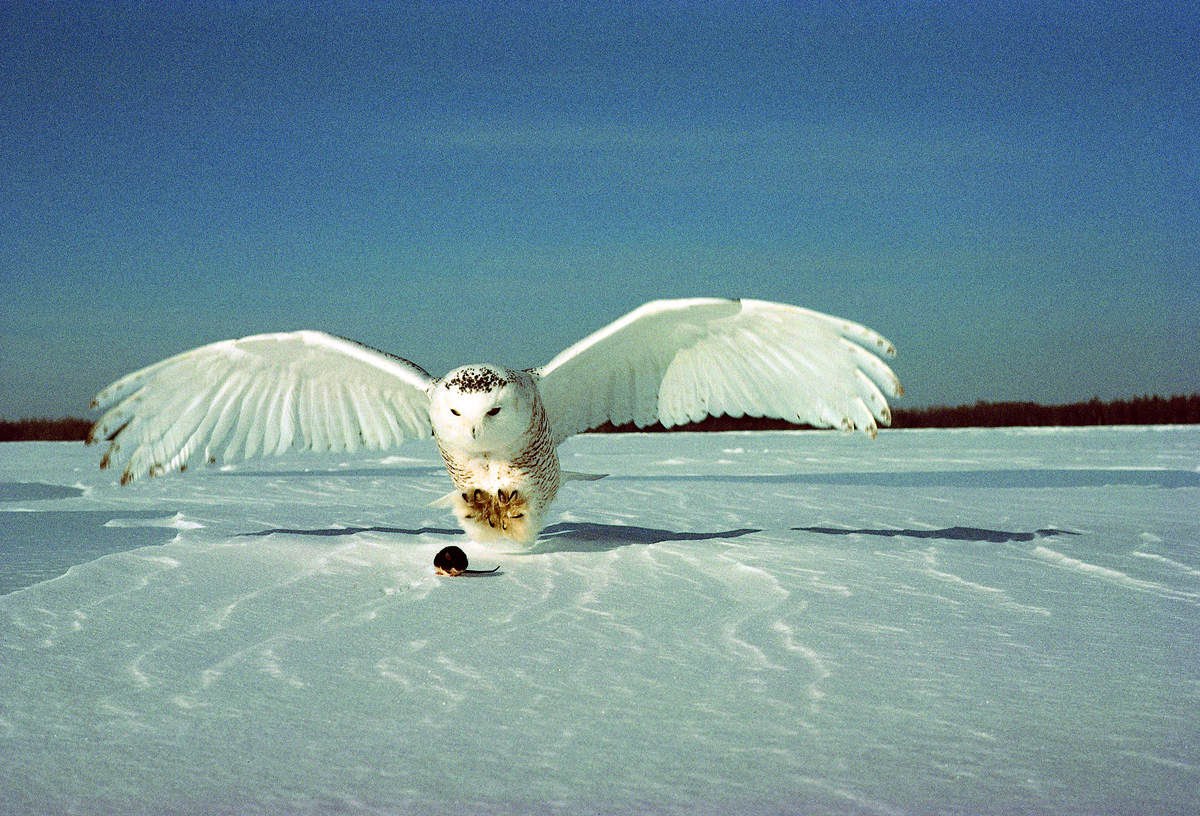
Schneeeule

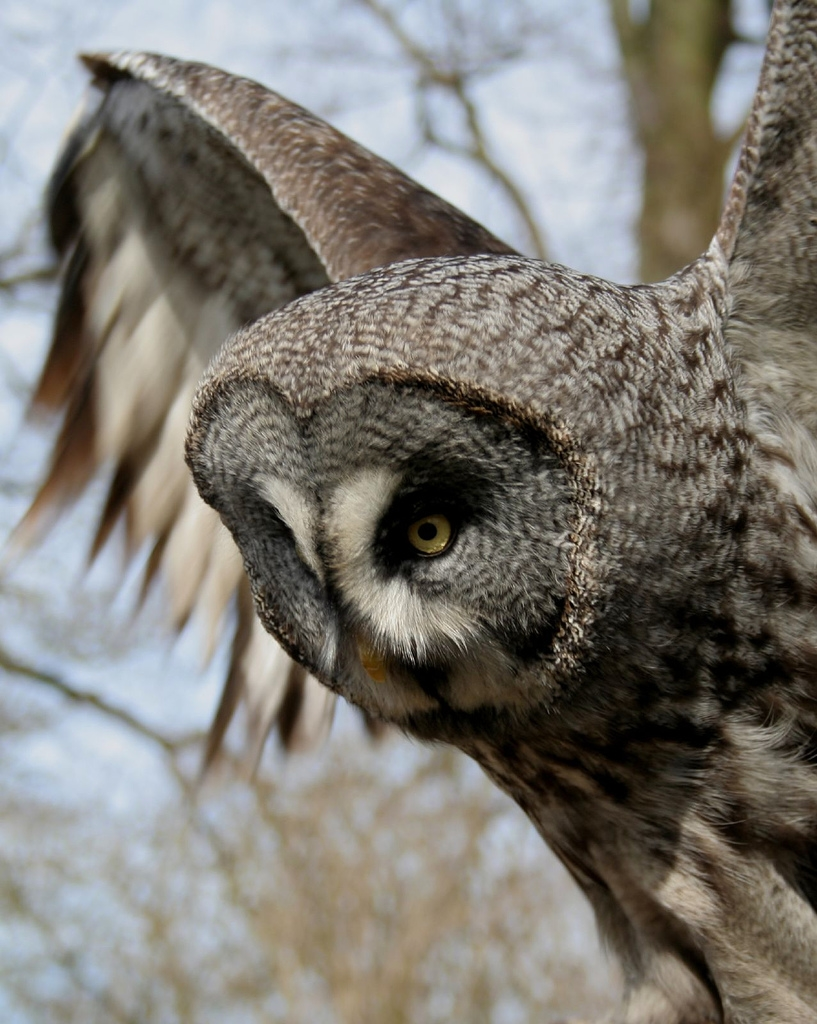
Bartkauz

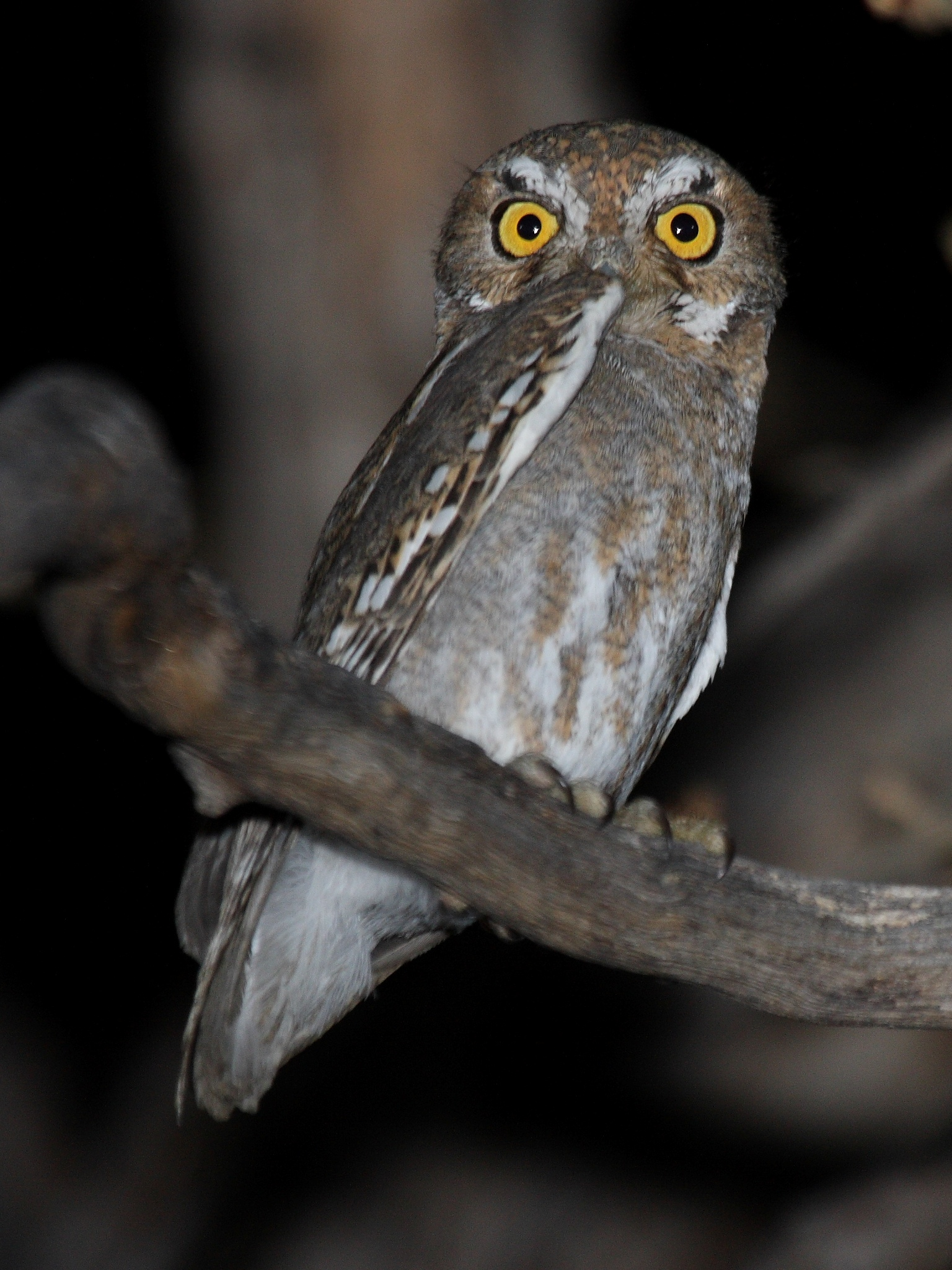
Elfenkauz

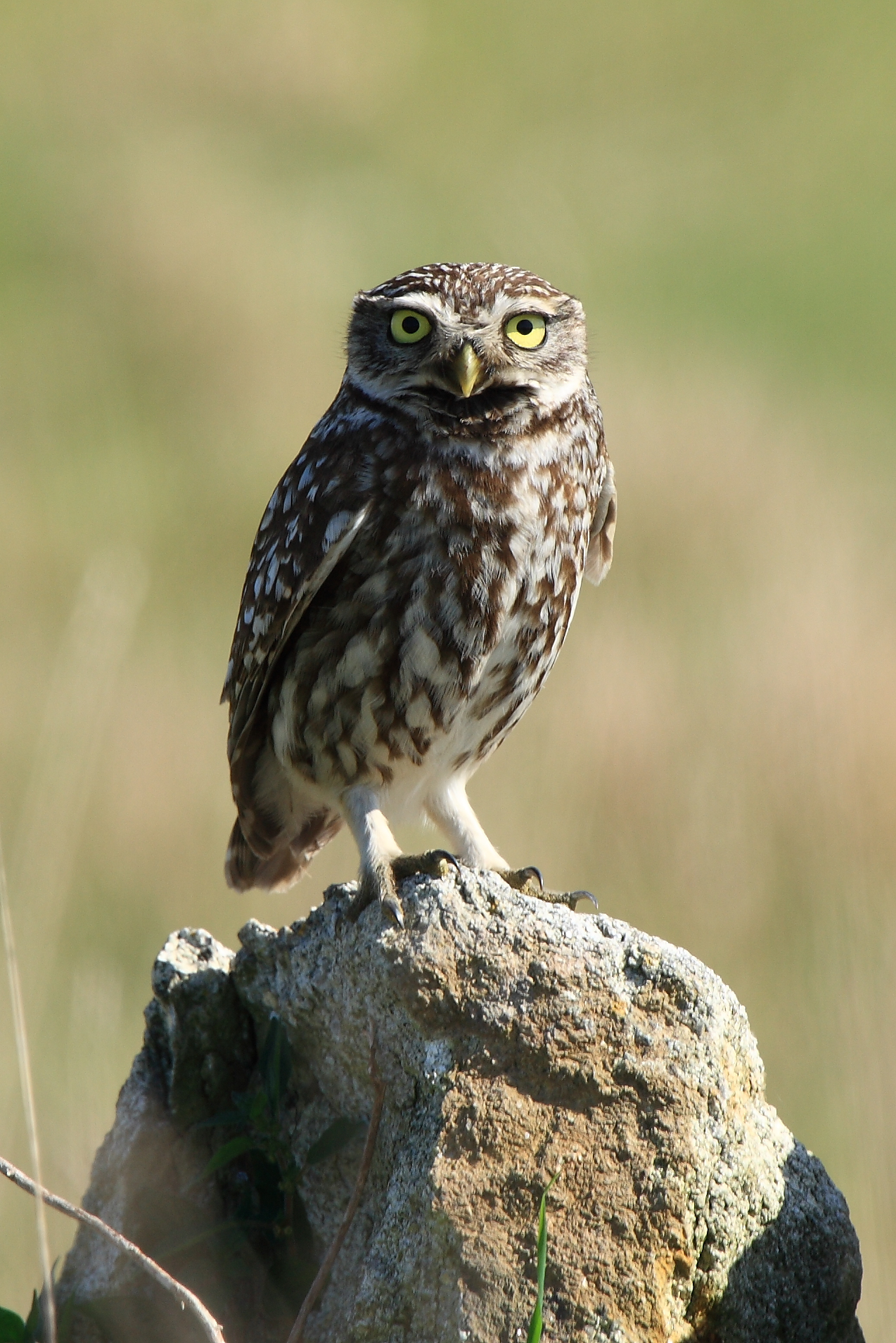
Steinkauz

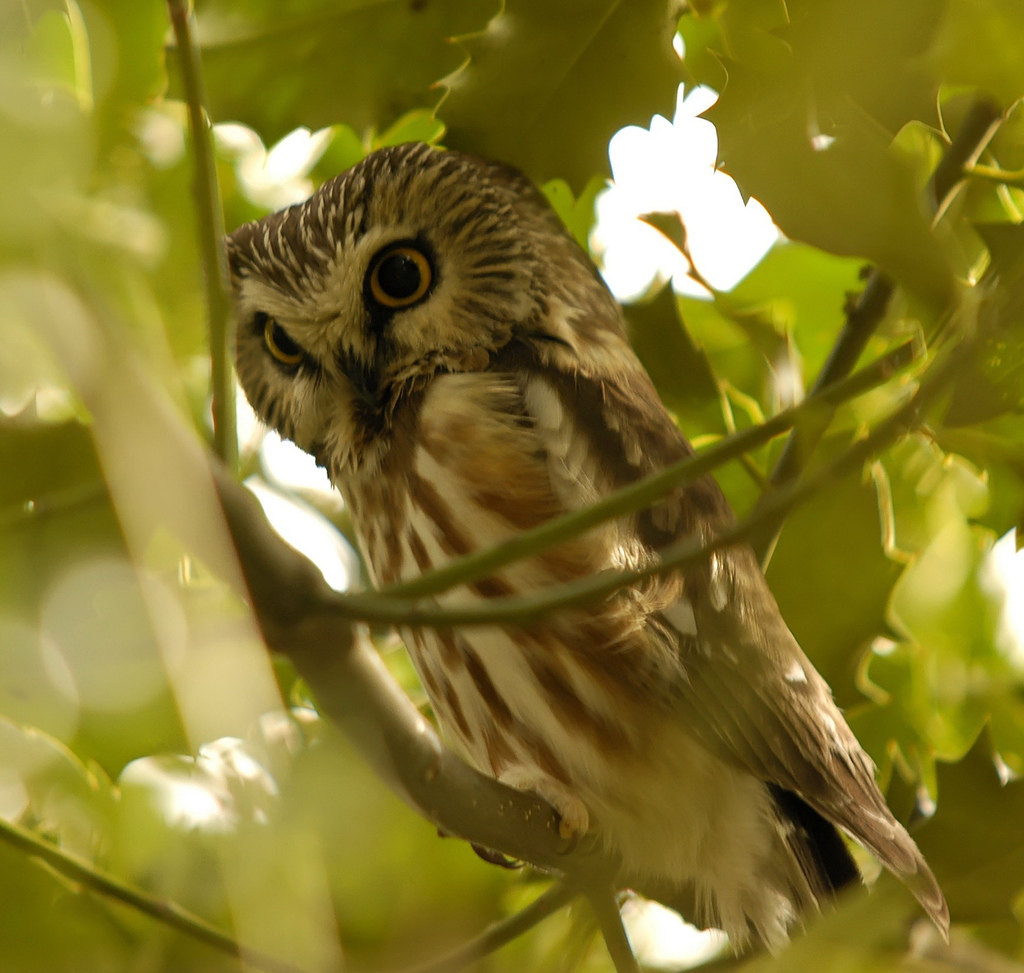
Sägekauz

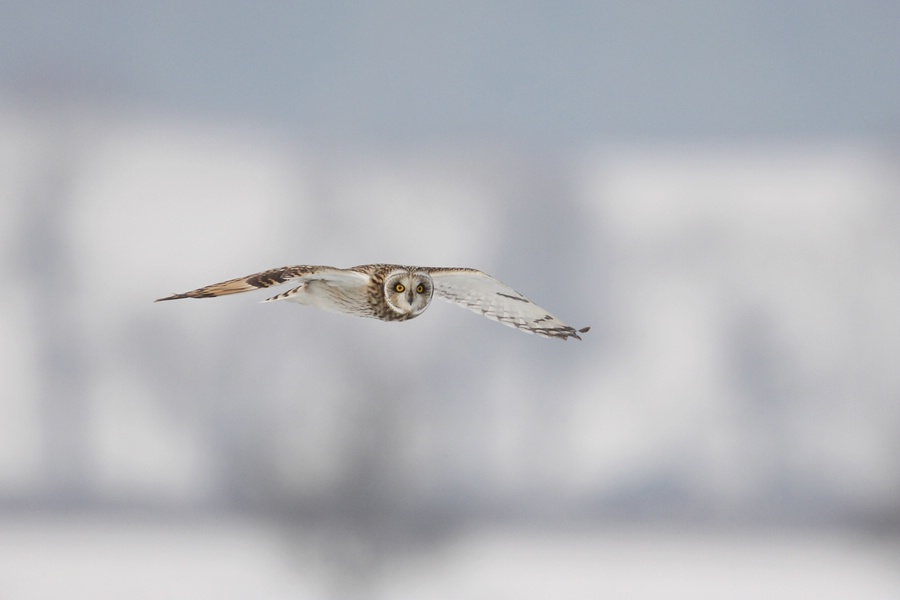
Sumpfohreule

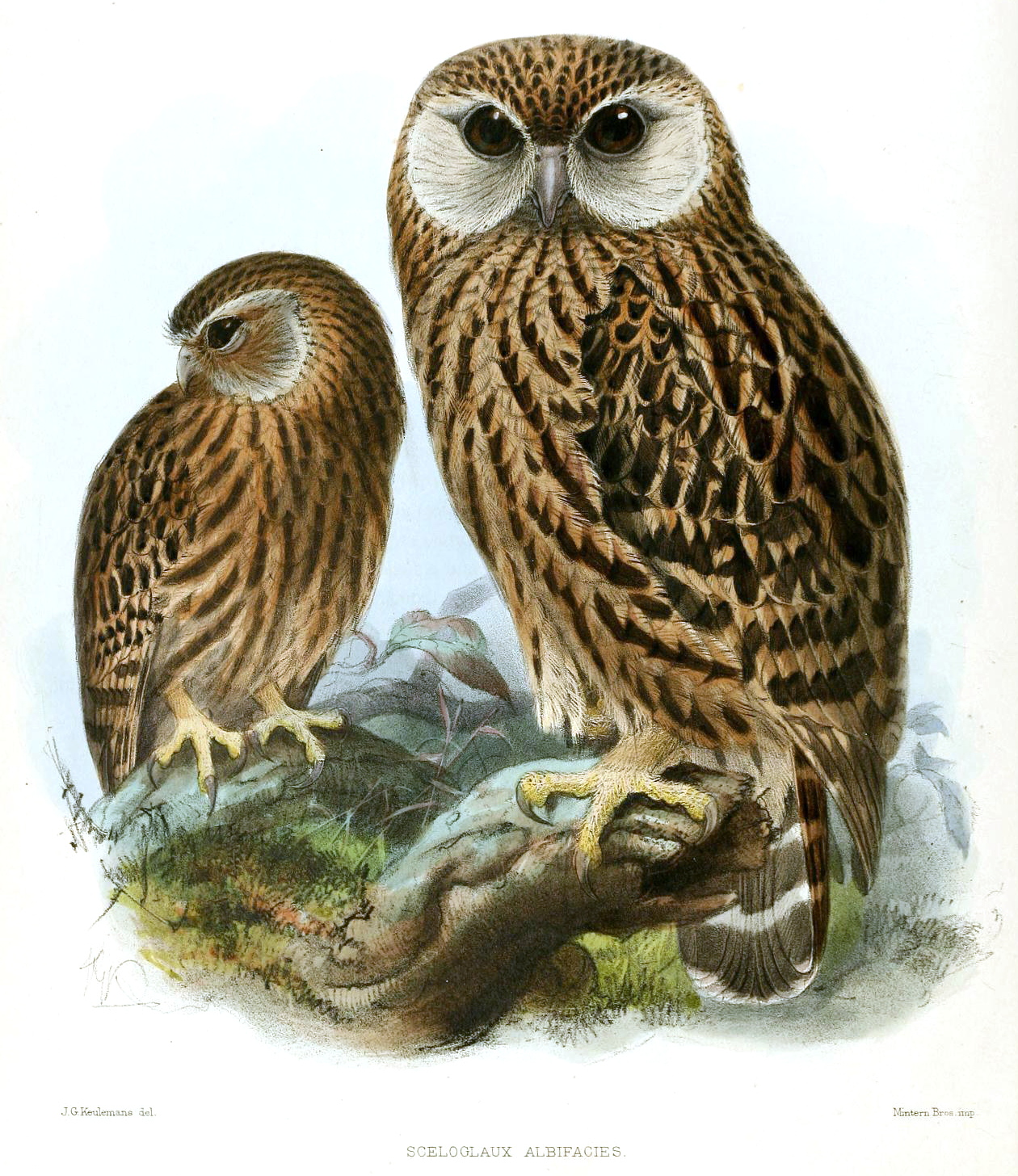
Weißwangenkauz (Sceloglaux albifacies), Illustration John Gerrard Keulemans, aus Ornithological Miscellany, Vol. I, 1875

  - Buschkäuze (Ninox) – 25 Arten – z. B.:
    - Kläfferkauz (Ninox connivens)
    - Riesenkauz (N. strenua)
    - Boobookkauz (N. boobook)
    - Falkenkauz (N. scutulata)

  - † Lachkäuze (Sceloglaux)
    - † Weißwangenkauz (S. albifacies)

  - Rundflügelkäuze (Uroglaux) – monotypisch
    - Rundflügelkauz (Uroglaux dimorpha)

- Unterfamilie Surniinae
  - Steinkäuze (Athene) – 6 Arten z. B.:
    - Steinkauz (Athene noctua)
    - Kaninchenkauz (A. cunicularia)
    - Blewittkauz (A. blewitti) – galt als ausgestorben (1997 wiederentdeckt)

  - Aegolius – 4 Arten, z. B.:
    - Raufußkauz (A. funereus)
    - Sägekauz (A. acadicus)

  - Sperlingskäuze (Glaucidium) – ca. 25 Arten, z. B.:
    - Sperlingskauz (Glaucidium passerinum)
    - Perlzwergkauz (G. perlatum)
    - Wachtelzwergkauz (G. brodiei)
    - Kalifornienzwergkauz (G. californicum)
    - Amazonaszwergkauz (G. hardyi)
    - Dschungelzwergkauz (Glaucidium radiatum)
    - Kuckuckszwergkauz (Glaucidium cuculoides)
    - Kapzwergkauz (Glaucidium capense)

  - Elfenkäuze (Micrathene) – monotypisch
    - Elfenkauz (Micrathene whitneyi)

  - Sperbereulen (Surnia) – monotypisch
    - Sperbereule (Surnia ulula)

  - Peruanerkäuze (Xenoglaux) – monotypisch
    - Peruanerkauz (Xenoglaux loweryi)

- Unterfamilie Striginae
  - Ohreulen (Asio) – 7 Arten, z. B.:
    - Waldohreule (Asio otus)
    - Sumpfohreule (A. flammeus)
    - Schreieule (A. clamator)

  - Uhus (Bubo) – 11 Arten – 2 Untergattungen: Nyctea (monotypisch) und Bubo (10 Arten) z. B.
    - Uhu (Bubo bubo)
    - Schneeeule (B. scandiacus)
    - Virginiauhu (B. virginianus)
    - Magellanuhu (B. magellanicus)
    - Wüstenuhu (B. ascalaphus)
    - Kapuhu (Bubo capensis)

  - † Grallistrix
    - † Grallistrix auceps
    - † Grallistrix erdmani
    - † Grallistrix geleches
    - † Grallistrix orion

  - Jubula – monotypisch
    - Mähneneule (Jubula lettii)

  - Fischuhus (Ketupa) (12 Arten)
  - Haubenkäuze (Lophostrix) – monotypisch
    - Haubenkauz, Haubeneule (Lophostrix cristata)

  - Margarobyas – monotypisch – früher bei Megascops oder Gymnoglaux
    - Kubaeule (Margarobyas lawrencii)

  - Gymnasio
    - Nacktfuß-Kreischeule (Gymnasio nudipes)

  - Kreischeulen (Megascops) – 27 Arten, z. B.:
    - Weißkehl-Kreischeule (Megascops albogularis)
    - Ostkreischeule (M. asio)
    - Rotgesicht-Kreischeule (M. guatemalae)
    - Tropenkreischeule (M. choliba)

  - Salomoneneulen (Nesasio) – monotypisch
    - Salomoneneule (Nesasio solomonensis)

  - † Ornimegalonyx – 2 Arten[6]
    - † Ornimegalonyx oteroi
    - † Ornimegalonyx ewingi

  - Zwergohreulen (Otus) inkl. Mascarenotus – 51 rezente Arten, z. B.:
    - Rot-Zwergohreule (Otus gurneyi)
    - Zwergohreule (Otus scops)
    - Radscha-Zwergohreule (O. brookii)
    - Torotoroka-Zwergohreule (O. madagascariensis)
    - Afrika-Zwergohreule (O. senegalensis)
    - † Mauritius-Eule (O. sauzieri)
    - † Réunion-Eule (O. grucheti)
    - † Rodrigues-Eule (O. murivorus)

  - Pseudoscops – monotypisch
    - Jamaikaeule (Pseudoscops grammicus)

  - Psiloscops – monotypisch, früher bei Otus
    - Ponderosaeule (P. flammeolus)

  - Weißgesichtseulen (Ptilopsis) – 2 Arten; früher bei Otus
    - Nordbüscheleule (Ptilopsis leucotis)
    - Südbüscheleule (P. granti) – auch als Unterart von P. leucotis betrachtet

  - Brillenkäuze (Pulsatrix) – 4 Arten
    - Brillenkauz (P. perspicillata)
    - Kurzbrauen-Brillenkauz (Pulsatrix pulsatrix)
    - Gelbbrauenkauz (P. koeniswaldiana)
    - Bindenkauz (P. melanota)

  - Pyrroglaux – monotypisch, früher bei Otus oder bei Megascops
    - Palaueule (Pyrroglaux podarginus)

  - Fischeulen (Scotopelia) (3 Arten)
    - Bindenfischeule (Scotopelia peli)
    - Rotrücken-Fischeule (Scotopelia ussheri)
    - Marmorfischeule (Scotopelia bouvieri)

  - Strix – 25 Arten, z. B.:
    - Waldkauz (Strix aluco)
    - Bartkauz (S. nebulosa)
    - Habichtskauz (S. uralensis)
    - Pagodenkauz (S. seloputo)
    - Fleckenkauz (S. occidentalis)
    - Rotfußkauz (S. rufipes)